# Tararua Range
Die Tararua Range oder Tararua Ranges ist ein Gebirgszug im südlichen Bereich der Nordinsel Neuseelands, der zwischen Palmerston North und Upper Hutt auf einer Länge von circa 110 Kilometern parallel zur Küstenlinie verläuft. Der breiteste Bereich des Gebirgsrückens weist etwa 40 Kilometer auf.

## Geographie
An seiner Südspitze geht der Bergkamm in die Remutaka Range über, die ihrerseits die Ostflanke vom Wellington Harbour bildet. Nordöstlich von Palmerston North bildet die Ruahine Range die Fortsetzung der Tararua Range, dabei bildet der Manawatū River die natürliche Grenze zwischen den beiden Gebirgszügen. Neben dem Manawatu River entspringt auf der küstennahen Westseite der Ōtaki River, der den Mount Crawford passiert. Auf der Ostseite führt das Flusssystem des Ruamahanga River das meiste Wasser ab, im Süden der Te Awa Kairangi / Hutt River.
Mehrere Gipfel erreichen eine Höhe von 1.500 m, darunter:
- Mt. Mitre (1571 m), der Höchste
- Bannister (1537 m), der Nördlichste
- Mt. Hector (1529 m), der Südlichste

## Verkehr
Die einzige Straße, die nördlich über den Gebirgszug führt, verläuft von Palmerston North nach Pahiatua.
Die Straße durch die Manawatu Gorge, der Abschnitt des New Zealand State Highway 3 zwischen Palmerston North und Woodville, ist besonders im Winter sehr behinderungsanfällig, auch die Eisenbahnstrecke von Napier nach Wellington führt hier durch.
Im Süden windet sich der New Zealand State Highway 2 zwischen Upper Hut und Featherston über die Remutaka Range. Über den südwestlichen Ausläufer der Tararua Range führt die Akatarawa Road über den Akatarawa Saddle nach Waikanae.

## Tourismus
Zahlreiche touristisch interessante Gebiete werden besonders von der Kapiti Coast erschlossen, für das nahe Wellington ist der Gebirgszug mit dem Tararua Forest Park ein beliebtes Ziel für Wanderer und Bergsteiger.